# 公認スノーボード検定員
公認スノーボード検定員は、全日本スキー連盟公認の検定員資格。

## 概要
公認スノーボード検定員資格は2021年9月に制定され、A級、B級、C級の3つランクがある。3つのランクにより検定できるテストが異なる。公認スノーボード指導者　公認スノーボード指導員はA・B・C級、スノーボード指導者・公認スノーボード準指導員はC級を検定員検定に合格することによって取得出来る。
認定スノーボード指導員は、都道府県スキー連盟で制定しているが、受検検定員検定は今のところない。
この資格は、制度制定にあたり、現行運用から移行期間中であり、新制度での一般的な運用は2024年度以降になる。
各級の受検資格や検定出来る範囲は以下の通りである

## 公認スノーボードA級検定員

### 受検資格
公認スノーボード指導員資格（資格停止中または喪失した者を除く）を所持し次の条件に当てはまる者。
- 公認スノーボードB級検定員の資格を取得した翌年から5年を経過し、かつ公認スノーボードB級検定員としてバッジテスト含む検定を3回以上行っていること。
- スノーボードデモンストレーター選考会においてSAJ教育本部ナショナルスノーボードデモンストレーターおよびSAJスノーボードデモンストレーターに認定された者。
- 特別な事情がある場合、所属する都道府県スキー連盟会長の推薦によりSAJ教育本部が特に認めた者

### 公認スノーボードA級検定員が検定できる範囲
- 公認スノーボード指導員検定会(養成講習会の講師を含む)
- 公認スノーボード準指導員検定会(養成講習会の講師を含む)
- 公認スノーボードA級検定員検定会（全日本スキー連盟会長から委嘱された者）
- 公認スノーボードB級検定員検定会（主管加盟団体長から委嘱された者）
- 公認スノーボードC級検定員検定会（主管加盟団体長から委嘱された者）
- スノーボードバッジテスト(事前講習の講師を含む)

## 公認スノーボードB級検定員

### 受検資格
公認スノーボード指導員資格（資格停止中または喪失した者を除く）を所持し、かつ公認スノーボードC級検定員（資格停止中または喪失した者を除く）の資格を所持していること。
- この資格検定、同年度内の受検回数の制限はない。(何回でも受検が可能)

### 公認スノーボードB級検定員が検定できる範囲
- 公認スノーボード準指導員検定会(養成講習会の講師を含む)
- 公認スノーボードB級検定員検定会（主管加盟団体長から委嘱された者）
- 公認スノーボードC級検定員検定会（主管加盟団体長から委嘱された者）
- スノーボードバッジテスト(事前講習の講師を含む)

## 公認スノーボードC級検定員

### 受検資格
公認スノーボード指導員または公認スノーボード準指導員資格を所持していること。（いずれも資格停止中または喪失した者を除く）
- この資格検定、同年度内の受検回数の制限はない。(何回でも受検が可能)

### 公認スノーボードC級検定員が検定できる範囲
- スノーボードバッジテスト(事前講習の講師を含む)

## 公認スノーボード検定員の義務・規則等
規定により、各級の公認スノーボード検定員の資格有効期間は公認された年を除き（ただし、認定された年度の資格は有効）2年となっていて、その期間内に「クリニック」と呼ばれる、理論及び実技の講習会を受ける必要がある。公認スノーボード検定員クリニック開催要項による。クリニックを受講する事で有効期間が延長されるが、クリニックを2年続けて参加しなかった場合は公認スノーボード検定員の資格停止になる。資格の停止を解除中するには資格停止中でもクリニックに受講し、修了することにより翌年度から資格停止が解除される。なお、次に該当する場合はクリニックを免除される。
- 公認スノーボードA級・B級検定員の各検定を受検し、不合格となった場合。
- スノーボード中央研修会、スノーボード技術員研修会、公認スノーボード指導員検定会、公認スノーボードA級検定員検定会、トータルスノーボーディングフェスティバルの役員として参加し、教育本部理事会が特に認めた役員又は講師。
- 以下のSAJ特定行事の修了者
- スノーボード中央研修会、スノーボード技術員研修会の修了者
- 各都道府県スキー連盟が開催実施する行事のうち、以下の行事役員として参加し、開催加盟団体からスノーボード検定員クリニック修了扱いとして申請があった者。
- 公認スノーボード指導者研修会
- 公認スノーボード検定員クリニック
- 公認スノーボード準指導員検定会
- 公認スノーボードB級・C級検定員検定会

次の1つに該当する場合は検定員の資格を喪失する。
1. 全日本スキー連盟（以下、本連盟）会員登録規定第4条[1]の規定により、会員の資格を喪失した時
2. 本連盟の規約に違反し、検定員としての体面を汚すような行為があった時
3. 資格の年次登録料を納期までに納入しない時
4. 公認スノーボード指導員および公認スノーボード準指導員の資格を喪失した時

制度制定にあたり、現行運用からの2024年7月末日までは移行期間とされ現行運用方法と新制度の2つの方法が維持される。